# Bifröstuniversitetet

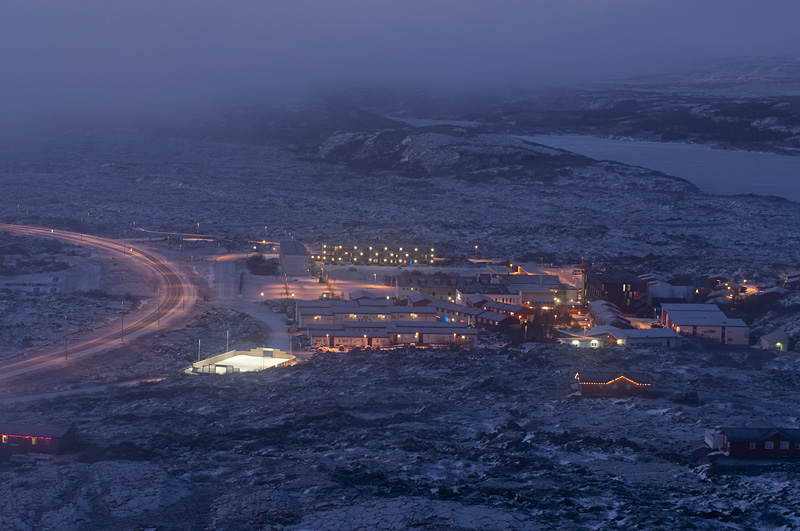
Flygfoto över Bifrösts universitet.

Bifröstuniversitetet är ett privat universitet på Island. Bifröstuniversitetet ligger i den lilla byn Bifröst i Borgarbyggð kommun 28 km nordöst om Borgarnes.
Bifröstuniversitetet utbildar inom politik, ekonomi, juridik och ledarskap.
1918 grundades Cooperative College (Samvinnuskólinn) i Reykjavik och började verka i december samma år. Cooperative College höll ledarskapsutbildningar med Ruskin College i Oxford som förebild. På sommaren 1955 flyttade skolan till byn Bifröst där den fortfarande finns. 1988 bytte skolan sitt namn till Cooperative University och 2000 ändrades namnet igen till Bifröst School of Business. 2006 fick universitetet nuvarande namn.